# 108 Tauri
108 Tauri är en vit stjärna i huvudserien i Oxens stjärnbild.
108 Tau har visuell magnitud +6,27 och befinner sig på ett avstånd av ungefär 660 ljusår.